# Palaciosrubios (kommunhuvudort)
Palaciosrubios är en kommunhuvudort i Spanien.   Den ligger i provinsen Provincia de Salamanca och regionen Kastilien och Leon, i den centrala delen av landet, 140 km nordväst om huvudstaden Madrid. Palaciosrubios ligger 808 meter över havet och antalet invånare är 491.
Terrängen runt Palaciosrubios är platt, och sluttar norrut. Runt Palaciosrubios är det glesbefolkat, med 14 invånare per kvadratkilometer. Närmaste större samhälle är Peñaranda de Bracamonte, 16,8 km söder om Palaciosrubios. Trakten runt Palaciosrubios består till största delen av jordbruksmark.